# Coordinador de Asuntos Interamericanos
La Oficina del Coordinador de Asuntos Interamericanos fue una agencia de Estados Unidos que promovía la cooperación interamericana durante los años 1940, especialmente en áreas comerciales y económicas (panamericanismo). Fue iniciada en agosto de 1940 como la OCCCRBAR (Office for Coordination of Commercial and Cultural Relations Between the American Republics) con Nelson Rockefeller como su jefe, nombrado por el presidente Franklin Delano Roosevelt.

## Descripción

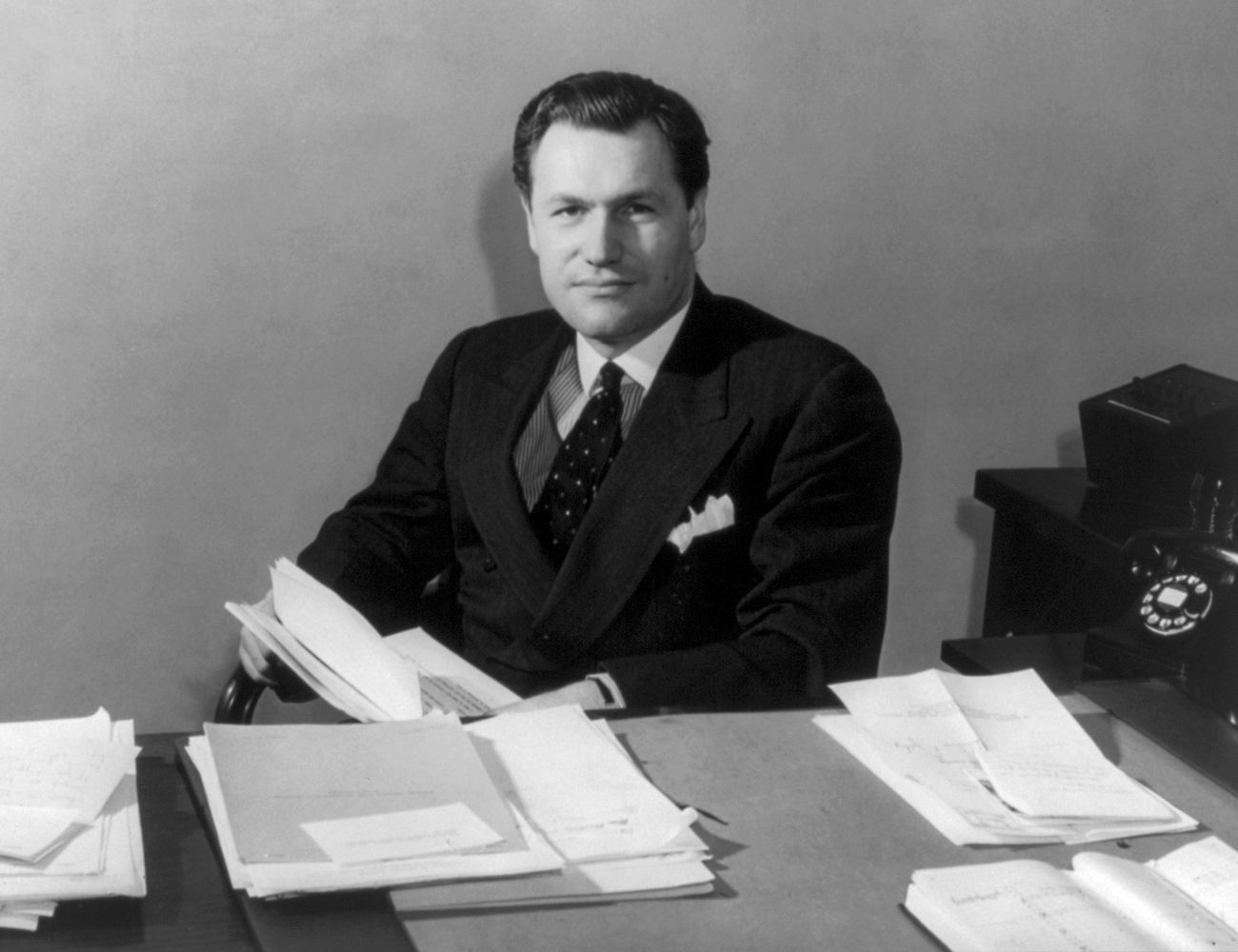
Nelson Rockefeller, Coordinator of Inter-American Affairs (1940)

La Office of Coordinator of Inter-American Affairs en la Oficina ejecutiva del Presidente fue formalmente establecida y activada por la Executive Order 8840 del 30 de julio de 1941 del Presidente Roosevelt quien nombró a Nelson Rockefeller como el Coordinator of Inter-American Affairs (CIAA).
La función de la Agencia era la distribución de noticias, películas y avisaje, además de programas radiales, hacia y desde Latinoamérica para contrarrestar la propaganda alemana e italiana allí. La CIAA creció hasta convertirse en una gran agencia gubernamental con un presupuesto de US$38 millones en 1942 y 1.500 empleados por 1943.
Fue renombrada con posterioridad Office of Inter-American Affairs (OIAA) con pequeños cambios a sus poderes mediante la Orden Ejecutiva 9532 del 23 de marzo de 1945. Posteriormente, sus funciones fueron transferidas a la Oficina de Asuntos de las Repúblicas Americanas del Departamento de Estado.

## Actividades
En su primeros días, una preocupación particular de la CIAA era la eliminación de la influencia alemana en América del Sur, y de otras Potencias del Eje en la Segunda Guerra Mundial. Las rutas comerciales a Europa se cortaron tras la caída de Francia en 1940, presentando oportunidades tanto para Alemania como para USA. Al mismo tiempo, muchos agentes o afiliados de empresas norteamericanas que operaban en Latinoamérica era simpatizantes de los poderes del eje europeo. La Oficina animó un programa voluntario de no cooperación con empresas y personas percibidas como antiestadounidenses. Para este fin cooperaba secretamente con la British Security Coordination en New York. Aunque aislada en Europa, Gran Bretaña mantuvo una red extensa de inteligencia en América Latina y fue exitosa en socavar los esfuerzos de comercio exterior alemán mediante la identificación de agentes y simpatizantes. A través de estos esfuerzos, los exportadores estadounidenses se animó a eliminar más de 1 mil cuentas en América del Sur durante la primera mitad de 1941.
La Oficina también estaba preocupada por la opinión pública en América Latina. Tradujo y difundió discursos pertinentes por el presidente Roosevelt y distribuido materiales pro-EE. UU. a compañías autorizadas en la región. Se lleva a cabo encuestas de investigación de audiencia y alentó a las emisoras de radio dirigidas a estas regiones para mejorar la calidad de su programación. Con el fin de desalentar las opiniones contrarias creó una lista proclamada, una lista negra de periódicos y estaciones de radio propiedad de o influenciados por las potencias del eje. Las empresas latinoamericanas que deseaban hacer negocios con los Estados Unidos fueron disuadidas de ocuparse de estas estaciones. También se utilizaron incentivos fiscales: gasto de las empresas estadounidenses en la transmisión de la onda larga no rentables para América Latina podría deducirse de los pagos del impuesto sobre la renta. Asimismo, el gasto en publicidad aprobada en América Latina se hizo deducible de impuestos corporativos.
Walt Disney y un grupo de animadores había sido enviado a América del Sur en 1941 por el Departamento de estado de Estados Unidos como parte de su política de buena vecindad y garantizaron la financiación para la película resultante, Saludos Amigos.
En 1944, William Benton, editor de la Encyclopædia Britannica, tenía negociaciones no exitosas con Disney para hacer entre 6 y 12 películas educacionales. Disney fue requerido por el Coordinator of Inter-American Affairs, Office of Inter-American Affairs (OIAA), para hacer una película educacional acerca de la cuenca del Amazonas resultando en el corto animado de 1944 , The Amazon Awakens.
Durante la década de 1940 la red de radiodifusión de la Columbia Broadcasting System también contribuyó a las iniciativas culturales de la OCIAA estableciendo la Orquesta Panamericana de la CBS para mostrar a artistas prominentes de la música tanto de América del Norte como de América del Sur en su programa Viva América . Entre los colaboradores se encontraban Alfredo Antonini (Conductor de orquesta Italiano-Americano); Terig Tucci; John Serry Sr. ( Acordeonista Italiano-Americano), Elsa Miranda (vocalista Puertorriqueña), Néstor Mesta Chaires (tenor Mexicano), Juan Arvizu (tenor Mexicano), Eva Garza (vocalista Mexicoamericana) y Edmund A. Chester (Periodista norteamericano)

## Tiempos de paz
Por una orden ejecutiva del 31 de agosto de 1945, las actividades informativas de la CIAA fueron transferidas al Departamento de Estado. Fue conocido como la Oficina de Asuntos Interamericanos. Por una orden ejecutiva del 10 de abril de 1946, la Oficina fue abolida. Sus funciones y responsabilidades restantes fueron transferidos a la Oficina de Asuntos de las Repúblicas Americanas del Departamento de Estado, actual Oficina de Asuntos del Hemisferio Occidental.

## Penetración soviética
El Coordinador de Asuntos Interamericanos fue penetrado por la inteligencia Soviética durante la Segunda Guerra Mundial. A continuación se presenta una lista de ciudadanos norteamericanos que, como empleados federales en el CIAA, se dedicaron al espionaje en nombre de la Unión Soviética. El nombre de código de la CIAA en la inteligencia Soviética y en el proyecto Venona es Cabaret.
- Marion Davis Berdecio
- Jack Fahy, (agente naval soviético del GRU)
- Charles Flato
- Irving Goldman
- Joseph Gregg
- Helen Grace Scott Keenan, Oficina del abogado jefe de Estados Unidos para el enjuiciamiento de los criminales de guerra del eje, Office of Strategic Services
- Robert Talbott Miller, Director de la División de Informes
- Willard Park, Subjefe de la sección de análisis económico
- Bernard Redmont, Jefe de oficina de noticias extranjeras

## Personal

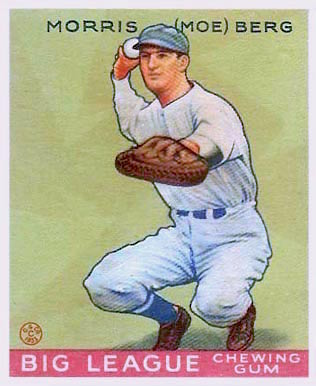
Moe Berg

- Coordinator of OCCCRBAR (Office for Coordination of Commercial and Cultural Relations Between the American Republics) y OCIAA (1940–1944): Nelson Aldrich Rockefeller
- Director of the Office for Inter-American Affairs (1945–1946): Wallace K. Harrison

Un empleado particularmente famoso fue Morris "Moe" Berg, con su tarjeta de visita que encontraba entre sus efectos personales.